# Christoph Pan
Christoph Pan (* 28. Januar 1938 in Bozen, Südtirol) ist Soziologe und Volksgruppenforscher.

## Leben
Pan studierte Wirtschafts- und Sozialwissenschaften an der Universität Freiburg (Schweiz). Von 1961 bis 2013 war er Leiter des Südtiroler Volksgruppen-Instituts in Bozen und wurde in dieser Funktion von Paul Videsott abgelöst. 1971 erhielt er seine Habilitation in politischer Soziologie an der Universität Innsbruck, wo er bis zum Jahr 2000 lehrte. Von 1974 bis 1979 war er gleichzeitig Hochschullehrer an der Universität Salzburg. In seiner weiteren Laufbahn besetzte er von 1994 bis 1996 das Amt des Präsidenten der Föderalistischen Union Europäischer Volksgruppen.
Pan hat mehrere Schriften zum Thema Minderheitenrechte sowie zu verschiedenen wirtschafts- und sozialwissenschaftlichen Aspekten Südtirols verfasst.

## Kritik
Umstritten ist Pans ethnozentrisches Volksgruppen-Konzept, das er 1972 in Abgrenzung zu Ralf Dahrendorfs „homo sociologicus“ entwarf: Pans „homo ethnicus“ rekurriert auf die reaktionäre Vorstellung der „Wesensgemeinschaft“ eines Volkes und einer von ihm postulierten „Volkssubstanz“. Diese Vorstellungen flossen in das Volksgruppenkonzept der Sudetendeutschen Landsmannschaft ein, deren Karlspreis Pan 2004 erhielt.

## Schriften
- Südtirol als volkliches Problem: Grundriss einer Südtiroler Ethno-Soziologie (Ethnos 9). Braumüller, Wien-Stuttgart 1971. ISBN 3-7003-0006-9
- mit Felix Ermacora: Grundrechte der europäischen Volksgruppen. Braumüller, Wien 1993. ISBN 3-7003-0989-9.
- mit Felix Ermacora: Volksgruppenschutz in Europa – Aktualisierter FUEV-Konventionsentwurf vom 12.5.1994. Braumüller, Wien 1995. ISBN 3-7003-1074-9.
- mit Beate Sibylle Pfeil: Die Volksgruppen in Europa – Ein Handbuch. Braumüller, Wien 2000. ISBN 3-7003-1313-6.